# Almassora
 Almassora (Spanisch: Almazora) ist eine Gemeinde in der Provinz Castellón der Autonomen Gemeinschaft Valencia in Spanien. Der Gemeindekern liegt wenige Kilometer von der Mittelmeerküste entfernt. Sie liegt an der Bahnstrecke Tarragona–Valencia.

## Geografie
Die Gemeinde befindet sich am Ufer des Flusses Mijares, wenige Kilometer von seiner Mündung entfernt, auf flachem, leicht gewelltem Gelände.

## Geschichte
Der Gemeindename ist muslimischer Herkunft. 1234 wurde die Siedlung von König Jakob I. erobert, der ihr 1237 das erste Stadtrecht, eine Charta von Aragon, verlieh. Später, im Jahr 1312, wurde die Herrschaft an den Bischof von Tortosa übertragen.

## Demografie
| Einwohnerentwicklung | Einwohnerentwicklung | Einwohnerentwicklung | Einwohnerentwicklung | Einwohnerentwicklung | Einwohnerentwicklung | Einwohnerentwicklung | Einwohnerentwicklung | Einwohnerentwicklung | Einwohnerentwicklung | Einwohnerentwicklung | Einwohnerentwicklung | Einwohnerentwicklung | Einwohnerentwicklung | Einwohnerentwicklung | Einwohnerentwicklung |
| 1857                 | 1887                 | 1900                 | 1910                 | 1920                 | 1930                 | 1940                 | 1950                 | 1960                 | 1970                 | 1981                 | 1991                 | 1996                 | 2001                 | 2012                 | 2019                 |
| -------------------- | -------------------- | -------------------- | -------------------- | -------------------- | -------------------- | -------------------- | -------------------- | -------------------- | -------------------- | -------------------- | -------------------- | -------------------- | -------------------- | -------------------- | -------------------- |
| 5.136                | 6.070                | 7.076                | 7.641                | 7.273                | 8.072                | 8.217                | 10.051               | 10.178               | 13.057               | 15.210               | 15.298               | 16.306               | 17.331               | 26.137               | 26.270               |

## Wirtschaft
Die Hauptwirtschaftsaktivität bezieht sich auf die keramische Industrie von keramischen Boden- und Wandfliesen und eine breite Palette von Dienstleistungen für Keramik, gefolgt vom Bausektor und dem Anbau von Zitrusfrüchten.